# Gare de Bastia
Gare de Bastia – stacja kolejowa w Bastii, w departamencie Górna Korsyka, w regionie Korsyka, we Francji.
Dworzec kolejowy Bastia jest jednym z dwórców Chemins de fer de Corse, na północnym krańcu linii Bastia - Ajaccio. Znajduje się on w centrum miasta Bastia, przy ujściu tunelu przechodzącego przez część miasta.